# Franz Frank

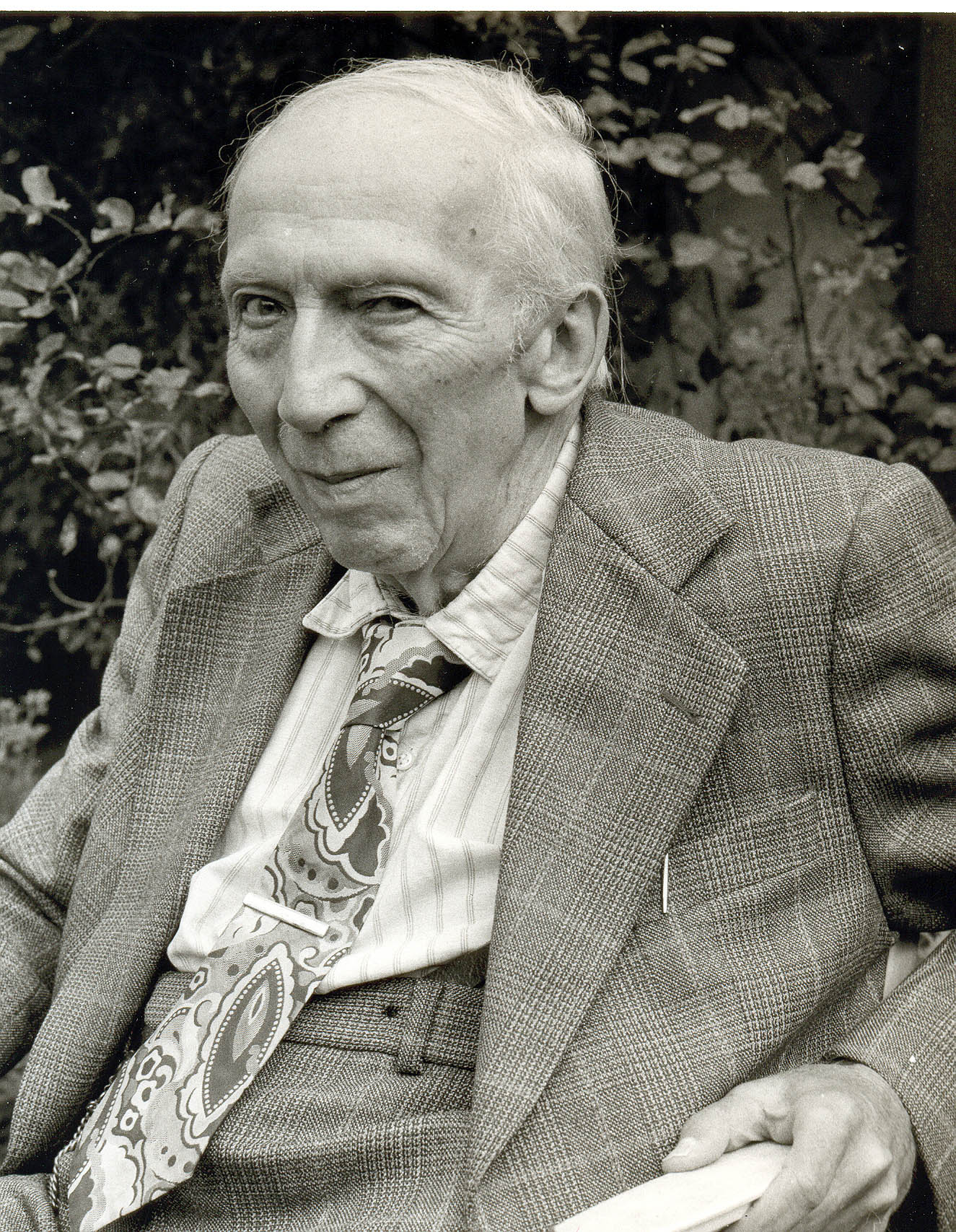
Franz Frank, 1984 in seinem Garten

Franz Frank (* 7. April 1897 in Kirchheim unter Teck; † 1. April 1986 in Marburg an der Lahn) war ein deutscher Maler und Graphiker.
Franz Frank wird von dem Kunsthistoriker Rainer Zimmermann als Maler der „verschollenen Generation“ zugerechnet.

## Leben
Franz Frank wurde als zweites von sechs Kindern des Arztes Karl Frank und seiner Ehefrau Gertrud, geb. Krauß geboren. Er besuchte das Realgymnasium in Heilbronn. 1915 legte er das Abitur ab und meldete sich als Kriegsfreiwilliger.
Nach der Entlassung aus dem Kriegsdienst 1918 studierte Frank von 1919 bis 1921 in Erlangen und Tübingen Philosophie, Philologie und Kunstgeschichte und promovierte in Kunstgeschichte mit der Arbeit Unbeachtete Entwicklungslinien in der Malerei des 19. Jahrhunderts. Während seines Studiums wurde er in Erlangen im Winter-Semester 1914/15 Mitglied der Burschenschaft der Bubenreuther. In Tübingen zeichnete er beim Universitätszeichenlehrer Heinrich Seufferheld, der sein Talent entdeckte. Von 1921 bis 1925 folgte ein Studium an der Kunstakademie Stuttgart bei Arnold Waldschmidt und Robert Breyer. 1926 zog er nach Dresden-Löbtau. 1927 heiratete er die Lehrerin Erika Münckner. Aus der Ehe gingen die vier Töchter Brigitte (1928–2023), Eike (1931–2017), Elisabeth (* 1933) und Barbara (* 1936) hervor.
In seinem Werk setzte er sich mit den Errungenschaften des Expressionismus auseinander, den er in eine „malerische Malerei“ umsetzte. Vorbilder waren für ihn vor allem Emil Nolde, Lovis Corinth sowie Vincent van Gogh. Wichtiger als seine Lehrer waren für ihn aber die lebenslangen Freundschaften zu den etwa gleichaltrigen Malern Wilhelm Geyer, Hans Fähnle und Joseph Kneer sowie zu dem Schriftsteller Eduard Reinacher. Sein Frühwerk beherrschten soziale und zeitkritische Themen. So illustrierte er 1928 in einer grafischen Bildermappe das kommunistische Manifest von Karl Marx und Friedrich Engels. Aber auch Landschaften und Stillleben entstanden in großer Zahl. Er nahm von 1928 bis 1933 an den Ausstellungen der „Juryfreien Kunstschau Berlin“ (auch Juryfreie Kunstausstellung genannt) teil, die ab 1930 „Freie Kunstschau Berlin“ hieß. Außerdem wurde er Mitglied der Künstlervereinigung „Stuttgarter Neue Sezession“. 1931 wurde er als Dozent an die Pädagogische Akademie nach Kassel berufen, die aber 1932 aufgrund der „Brüningschen Sparmaßnahmen“ geschlossen wurde. Frank wurde in den einstweiligen Wartestand versetzt. 1932 nahm er in Dresden als Gast an der 1. Ausstellung der Dresdner Sezession 1932 teil. 1933 wurde er endgültig entlassen, da er nicht bereit war, in die NSDAP einzutreten. Die letzte nachgewiesene Ausstellungsbeteiligung Franks in der Nazizeit war 1936 die Ausstellung „Malerei und Plastik in Deutschland“ in Hamburg, die auf Weisung des Vizepräsidenten der Reichskulturkammer, Adolf Ziegler, nach zehn Tagen geschlossen wurde, weil sie Kunst der „Verfallszeit“ zeige. 1937 wurden im Rahmen der deutschlandweiten konzertierten Aktion „Entartete Kunst“ von den Nationalsozialisten Franks Graphikmappe „Hinkemann“ mit sechs Lithografien (1924/1925) aus dem Jenaer Kunstverein beschlagnahmt und zerstört.
Seit dem August 1939 zum Wehrdienst eingezogen, wurde Frank am 20. November 1944 auf der Insel Ösel in Estland schwer verwundet – mit einem Splitter im Kopf – und er erreichte mit einem der letzten Verwundetentransporte das Lazarett in der lettischen Stadt Windau.
Von 1932 bis 1954 lebte er mit seiner Familie im Otto-Ubbelohde-Haus in Goßfelden bei Marburg. Vorher hatte er in Kassel gelebt. Bei einem Besuch im Pfarrhaus in Goßfelden, der durch die seit Studienzeiten bestehende Bekanntschaft seiner Frau mit der Gattin des Pfarrers zustande gekommen war, hatte Frank erfahren, dass ein Teil von Ubbelohdes Familie nach München verzogen und damit die Dachgeschosswohnung des Hauses frei geworden war. Bis 1954 lebte die Familie Frank im Dorf, das Franz Frank Motive für mehrere Werke bot, so für Trinchen beim Gemüseputzen (1932), Sommerzeit (1939), Winter im Lahntal (1946), Hochwasser (1948), Die Brücke (1950) und Herbst im Steinbruch (1953). Im November 1954 zog die Familie nach erfolgtem Hausbau nach Marburg.
Viele Reisen in den Süden wurden unternommen. In Stuttgart, Kirchheim unter Teck, Marburg an der Lahn und Frankfurt fanden große Ausstellungen von Franks Werken statt. 1954 kaufte die Dankspende des deutschen Volkes das Gemälde „Landschaft im April“ an.

## Nachleben und Schüler
1988 fand in Berlin eine große Retrospektive mit über 100 Gemälden des Malers statt. Zum 100. Geburtstag des Künstlers wanderte eine Ausstellung von Marburg an der Lahn über Wilhelmshaven, Böblingen, Hausen ob Verena nach Kißlegg. Außerdem fanden in Kirchheim unter Teck und im Museum Bensheim umfassende Graphikausstellungen des Malers statt.
Schüler des späten Frank sind die Marburger Maler Karl-Heinz Kress und Wolfgang A. Gabrian.

## Auszeichnungen
- 1930: Kunstpreis der Stadt Dresden[9]

## Werke  (Auswahl)
- Mädchen mit Feldblumen (Öl, um 1930)[10]

- Meine Eltern (Öl auf Leinwand, 89 × 94 cm, 1948; Galerie Neue Meister Dresden)[11]